# Epidendrum
Epidendrum är ett släkte av orkidéer. Epidendrum ingår i familjen orkidéer.

## Dottertaxa tillEpidendrum, i alfabetisk ordning[1]
- Epidendrum abbottii
- Epidendrum ackermanii
- Epidendrum acreense
- Epidendrum acroamparoanum
- Epidendrum acrobatesii
- Epidendrum acrorhodum
- Epidendrum acroscopeum
- Epidendrum acrostigma
- Epidendrum acuminatum
- Epidendrum acutissimum
- Epidendrum adamsii
- Epidendrum addae
- Epidendrum adenoglossum
- Epidendrum adnatum
- Epidendrum adolfomorenoi
- Epidendrum aenigmaticum
- Epidendrum agathosmicum
- Epidendrum aggregatum
- Epidendrum agoyanense
- Epidendrum aguaricoense
- Epidendrum aguirrei
- Epidendrum alabastrialatum
- Epidendrum albertii
- Epidendrum albifloroides
- Epidendrum albiforum
- Epidendrum albomarginatum
- Epidendrum alexii
- Epidendrum alfaroi
- Epidendrum alfonsopozoi
- Epidendrum alfredii
- Epidendrum allenii
- Epidendrum allisonii
- Epidendrum allochronum
- Epidendrum alopecurum
- Epidendrum alpicola
- Epidendrum alpicolonigrense
- Epidendrum alpicoloscandens
- Epidendrum alsum
- Epidendrum althausenii
- Epidendrum alticola
- Epidendrum alvarezdeltoroi
- Epidendrum amapense
- Epidendrum amaruense
- Epidendrum amayense
- Epidendrum amazonicoriifolium
- Epidendrum amblostomoides
- Epidendrum amblyantherum
- Epidendrum amethystinum
- Epidendrum ammophilum
- Epidendrum ampelospathum
- Epidendrum amphistomum
- Epidendrum amplexicaule
- Epidendrum amplexigastrium
- Epidendrum ampliracemum
- Epidendrum amplum
- Epidendrum anastasioi
- Epidendrum anatipedium
- Epidendrum anceps
- Epidendrum anchinocturnum
- Epidendrum ancirotylosum
- Epidendrum ancistronum
- Epidendrum anderssonii
- Epidendrum andinum
- Epidendrum andreettae
- Epidendrum andrei
- Epidendrum angaritae
- Epidendrum angeloglossum
- Epidendrum angustatum
- Epidendrum angustilobopaniculatum
- Epidendrum angustilobum
- Epidendrum angustisegmentum
- Epidendrum angustissimum
- Epidendrum anisatum
- Epidendrum anitae
- Epidendrum annabellae
- Epidendrum anoglossoides
- Epidendrum anoglossum
- Epidendrum anthoceroides
- Epidendrum anthoceros
- Epidendrum anthropophorum
- Epidendrum antillanum
- Epidendrum antonense
- Epidendrum apaganoides
- Epidendrum apaganum
- Epidendrum apatotylosum
- Epidendrum aporoides
- Epidendrum appendiculatum
- Epidendrum apuahuense
- Epidendrum aquaticoides
- Epidendrum aquaticum
- Epidendrum arachnoglossum
- Epidendrum arbuscula
- Epidendrum ardens
- Epidendrum arevaloi
- Epidendrum arevaloides
- Epidendrum ariasii
- Epidendrum aristatum
- Epidendrum aristisepalum
- Epidendrum aristoloides
- Epidendrum armeniacum
- Epidendrum arnoldii
- Epidendrum asplundii
- Epidendrum astroselaginella
- Epidendrum atacazoicum
- Epidendrum atonum
- Epidendrum atrobrunneum
- Epidendrum atrorugosum
- Epidendrum atroscriptum
- Epidendrum attenuatum
- Epidendrum atwoodchlamys
- Epidendrum atwoodii
- Epidendrum atypicum
- Epidendrum aureoglobiflorum
- Epidendrum aurigineum
- Epidendrum avicula
- Epidendrum aylacotoglossum
- Epidendrum azulense
- Epidendrum badium
- Epidendrum baezense
- Epidendrum bahorucense
- Epidendrum bakrense
- Epidendrum ballonii
- Epidendrum bambusaceum
- Epidendrum bambusiforme
- Epidendrum bangii
- Epidendrum barbae
- Epidendrum barbaricum
- Epidendrum barbeyanum
- Epidendrum batesii
- Epidendrum baumannianum
- Epidendrum beharorum
- Epidendrum belloi
- Epidendrum bennettii
- Epidendrum berbicense
- Epidendrum berkeleyi
- Epidendrum bernoullii
- Epidendrum betimianum
- Epidendrum bianthogastrium
- Epidendrum bicirrhatum
- Epidendrum bicuniculatum
- Epidendrum bidens
- Epidendrum bifalce
- Epidendrum bifarium
- Epidendrum biforatum
- Epidendrum bilobatum
- Epidendrum birostratum
- Epidendrum bisulcatum
- Epidendrum bivalve
- Epidendrum blancheanum
- Epidendrum blepharichilum
- Epidendrum blepharistes
- Epidendrum blepharoclinium
- Epidendrum boekei
- Epidendrum bogotense
- Epidendrum boissierianum
- Epidendrum bolbophylloides
- Epidendrum bolivianum
- Epidendrum bonitense
- Epidendrum borchsenii
- Epidendrum boricuarum
- Epidendrum boricuomutelianum
- Epidendrum boscoense
- Epidendrum boylei
- Epidendrum braccigerum
- Epidendrum brachyanthum
- Epidendrum brachyblastum
- Epidendrum brachybotrys
- Epidendrum brachybulbum
- Epidendrum brachyclinium
- Epidendrum brachycorymbosum
- Epidendrum brachyglossum
- Epidendrum brachypodum
- Epidendrum brachyrepens
- Epidendrum brachyschistum
- Epidendrum brachystele
- Epidendrum bracteolatum
- Epidendrum bracteostigma
- Epidendrum bracteosum
- Epidendrum bractiacuminatum
- Epidendrum brassivoliforme
- Epidendrum brenesii
- Epidendrum brevicaule
- Epidendrum brevicernuum
- Epidendrum brevivenioides
- Epidendrum brevivenium
- Epidendrum bryophilum
- Epidendrum bucararicense
- Epidendrum buchtienii
- Epidendrum bugabense
- Epidendrum bungerothii
- Epidendrum burtonii
- Epidendrum caeciliae
- Epidendrum caesaris
- Epidendrum calacaliense
- Epidendrum calagrense
- Epidendrum calanthum
- Epidendrum caldense
- Epidendrum caligarium
- Epidendrum calimanianum
- Epidendrum callobotrys
- Epidendrum caloglossum
- Epidendrum caluerorum
- Epidendrum calyptratoides
- Epidendrum calyptratum
- Epidendrum campaccii
- Epidendrum campbellstigma
- Epidendrum campestre
- Epidendrum campii
- Epidendrum camposii
- Epidendrum campyloglossum
- Epidendrum campylorhachis
- Epidendrum campylostele
- Epidendrum cancanae
- Epidendrum candelabrum
- Epidendrum caparaoense
- Epidendrum capitellatum
- Epidendrum capricornu
- Epidendrum caquetanum
- Epidendrum carautaense
- Epidendrum carchiense
- Epidendrum cardenasii
- Epidendrum cardiobatesii
- Epidendrum cardiochilum
- Epidendrum cardioepichilum
- Epidendrum cardioglossum
- Epidendrum cardiophyllum
- Epidendrum carmelense
- Epidendrum carnevalii
- Epidendrum carnosiflorum
- Epidendrum caroli
- Epidendrum carpishense
- Epidendrum cartilaginiflorum
- Epidendrum carvalhoi
- Epidendrum catillus
- Epidendrum cauliflorum
- Epidendrum caurense
- Epidendrum caveroi
- Epidendrum celicense
- Epidendrum centronum
- Epidendrum centropetalum
- Epidendrum cereiflorum
- Epidendrum cerinum
- Epidendrum cernuum
- Epidendrum cesar-fernandezii
- Epidendrum chalcochromum
- Epidendrum chanchamayodifforme
- Epidendrum chaoticum
- Epidendrum chaparense
- Epidendrum chaquirense
- Epidendrum chauvetii
- Epidendrum chiguindense
- Epidendrum chimalapense
- Epidendrum chimantense
- Epidendrum chinchaoense
- Epidendrum chioneoides
- Epidendrum chioneum
- Epidendrum chiquiribambense
- Epidendrum chirripoense
- Epidendrum chloe
- Epidendrum chlorinum
- Epidendrum chlorops
- Epidendrum chogoncolonchense
- Epidendrum chortophyllum
- Epidendrum chrysanthum
- Epidendrum chrysomyristicum
- Epidendrum churunense
- Epidendrum chuspipatense
- Epidendrum ciliare
- Epidendrum ciliipetalum
- Epidendrum cilioccidentale
- Epidendrum cinnabarinum
- Epidendrum circinatum
- Epidendrum cirrhochiloides
- Epidendrum cirrhochilum
- Epidendrum citrochlorinum
- Epidendrum citrosmum
- Epidendrum claviculatum
- Epidendrum cleefii
- Epidendrum cleistocoleum
- Epidendrum cleistogastrium
- Epidendrum clowesii
- Epidendrum cnemidophorum
- Epidendrum cochabambanum
- Epidendrum cochlidium
- Epidendrum cocleense
- Epidendrum cocoense
- Epidendrum cocornocturnum
- Epidendrum cogniauxianum
- Epidendrum colliculosum
- Epidendrum colombianum
- Epidendrum commelinispathum
- Epidendrum commelinoides
- Epidendrum compressibulbum
- Epidendrum compressum
- Epidendrum condorense
- Epidendrum confertum
- Epidendrum congestum
- Epidendrum connatum
- Epidendrum constricolumna
- Epidendrum convergens
- Epidendrum cooperianum
- Epidendrum coordinatum
- Epidendrum corallinum
- Epidendrum cordatum
- Epidendrum cordiforme
- Epidendrum coriifolium
- Epidendrum cornanthera
- Epidendrum cornicallosum
- Epidendrum cornutum
- Epidendrum coronatum
- Epidendrum coryophorum
- Epidendrum costanense
- Epidendrum costatum
- Epidendrum cotacachiense
- Epidendrum cottoniiflorum
- Epidendrum coxianum
- Epidendrum crassinervium
- Epidendrum crassum
- Epidendrum cremersii
- Epidendrum crenulidifforme
- Epidendrum crescentilobum
- Epidendrum criniferum
- Epidendrum cristatum
- Epidendrum croatii
- Epidendrum croceum
- Epidendrum cruciforme
- Epidendrum cryptanthum
- Epidendrum cryptorhachis
- Epidendrum cuatrecasasii
- Epidendrum cuchibambae
- Epidendrum cuencanum
- Epidendrum cuicochaense
- Epidendrum cuneatoides
- Epidendrum cuneatum
- Epidendrum cuniculatum
- Epidendrum cupreum
- Epidendrum curtisii
- Epidendrum curvicolumna
- Epidendrum curvisepalum
- Epidendrum cusii
- Epidendrum cuyujense
- Epidendrum cyclolobum
- Epidendrum cyclopterum
- Epidendrum cyclotylosum
- Epidendrum cylindraceum
- Epidendrum cylindrostachys
- Epidendrum cylindrostenophyllum
- Epidendrum cymbiglossum
- Epidendrum cystosum
- Epidendrum dactyloclinium
- Epidendrum dactylodes
- Epidendrum dalessandroi
- Epidendrum dalstromii
- Epidendrum dasyanthum
- Epidendrum davidsei
- Epidendrum decurviflorum
- Epidendrum dejeaniae
- Epidendrum delcastilloi
- Epidendrum delicatissimum
- Epidendrum deltogastropodium
- Epidendrum deltoglossum
- Epidendrum dendrobii
- Epidendrum dendrobioides
- Epidendrum densiflorum
- Epidendrum densifolium
- Epidendrum denticulatum
- Epidendrum dentilobum
- Epidendrum dermatanthum
- Epidendrum dialychilum
- Epidendrum dialyrhombicum
- Epidendrum dichaeoides
- Epidendrum dichotomum
- Epidendrum difforme
- Epidendrum diffusum
- Epidendrum dilochioides
- Epidendrum diommum
- Epidendrum diothonaeoides
- Epidendrum diphyllum
- Epidendrum dipus
- Epidendrum discoidale
- Epidendrum dixiorum
- Epidendrum dodii
- Epidendrum dodsonii
- Epidendrum dolichochlamys
- Epidendrum dolichorhachis
- Epidendrum doroteae
- Epidendrum dorsocarinatum
- Epidendrum dosbocasense
- Epidendrum dressleri
- Epidendrum dugandianum
- Epidendrum dunstervillei
- Epidendrum dunstervilleorum
- Epidendrum durum
- Epidendrum dwyeri
- Epidendrum dwyerioides
- Epidendrum eburneum
- Epidendrum echinatum
- Epidendrum edwardsii
- Epidendrum elatum
- Epidendrum elcimeyae
- Epidendrum elegantissimum
- Epidendrum elephantinum
- Epidendrum elephantotis
- Epidendrum elleanthodiceras
- Epidendrum elleanthoides
- Epidendrum ellemanniae
- Epidendrum ellipsophyllum
- Epidendrum ellipticum
- Epidendrum ellisii
- Epidendrum embreei
- Epidendrum endresii
- Epidendrum englerianum
- Epidendrum envigadoense
- Epidendrum epidendroides
- Epidendrum erectifolium
- Epidendrum erectum
- Epidendrum eriksenii
- Epidendrum erosum
- Epidendrum erythrostigma
- Epidendrum escobarianum
- Epidendrum espiritu-santense
- Epidendrum estrellense
- Epidendrum euchroma
- Epidendrum eugenii
- Epidendrum eustirum
- Epidendrum evelynae
- Epidendrum exaltatum
- Epidendrum examinis
- Epidendrum exasperatum
- Epidendrum excelsum
- Epidendrum excisum
- Epidendrum exiguum
- Epidendrum exile
- Epidendrum eximium
- Epidendrum fagerlindii
- Epidendrum falcatum
- Epidendrum falcisepalum
- Epidendrum farallonense
- Epidendrum farinosum
- Epidendrum ferreyrae
- Epidendrum ferrugineum
- Epidendrum festucoides
- Epidendrum filamentosum
- Epidendrum filicaule
- Epidendrum fimbriatum
- Epidendrum firmum
- Epidendrum flexicaule
- Epidendrum flexuoecallosum
- Epidendrum flexuosissimum
- Epidendrum flexuosum
- Epidendrum floridense
- Epidendrum foldatsii
- Epidendrum folsomii
- Epidendrum forcipatoides
- Epidendrum forcipatum
- Epidendrum fortunae
- Epidendrum fosbergii
- Epidendrum foulquieri
- Epidendrum francisci
- Epidendrum franckei
- Epidendrum frechetteanum
- Epidendrum friderici-guilielmi
- Epidendrum frigidum
- Epidendrum fritzianum
- Epidendrum fritzicardium
- Epidendrum fritzimegalotylosum
- Epidendrum frutex
- Epidendrum fruticetorum
- Epidendrum fruticosum
- Epidendrum fruticulum
- Epidendrum fujimorianum
- Epidendrum fulgens
- Epidendrum fuscinum
- Epidendrum fusiforme
- Epidendrum galeochilum
- Epidendrum garayi
- Epidendrum garciae
- Epidendrum garcia-esquivelii
- Epidendrum gasteriferum
- Epidendrum gastrochilum
- Epidendrum gastropodium
- Epidendrum geminatum
- Epidendrum geminiflorum
- Epidendrum geniculatum
- Epidendrum gentryi
- Epidendrum gibbosum
- Epidendrum globiflorum
- Epidendrum gloria-imperatrix
- Epidendrum glossaspis
- Epidendrum glossoceras
- Epidendrum glossoclinium
- Epidendrum glumarum
- Epidendrum gnomoides
- Epidendrum goebelii
- Epidendrum golondrinense
- Epidendrum gomezii
- Epidendrum goniorhachis
- Epidendrum goodspeedianum
- Epidendrum gracilibracteatum
- Epidendrum gracillimum
- Epidendrum grand-ansense
- Epidendrum gransabanense
- Epidendrum gratiosum
- Epidendrum gratissimum
- Epidendrum grayi
- Epidendrum grayumii
- Epidendrum greenwoodii
- Epidendrum gregorii
- Epidendrum guacamayense
- Epidendrum guagra-urcuense
- Epidendrum gualaquicense
- Epidendrum guanacasense
- Epidendrum guanacastense
- Epidendrum guaramacalense
- Epidendrum guerrerense
- Epidendrum guillermoi
- Epidendrum gymnochlamys
- Epidendrum gymnopodum
- Epidendrum haberi
- Epidendrum haematanthum
- Epidendrum haenkeanum
- Epidendrum hagsateri
- Epidendrum hajekii
- Epidendrum hamatum
- Epidendrum hameri
- Epidendrum hammelii
- Epidendrum harlingii
- Epidendrum harmsianum
- Epidendrum harrisoniae
- Epidendrum hassleri
- Epidendrum hastilabium
- Epidendrum heliconaense
- Epidendrum hellerianum
- Epidendrum hemihenomenum
- Epidendrum hemiscleria
- Epidendrum hemisclerioides
- Epidendrum henschenii
- Epidendrum heringeri
- Epidendrum herrenhusanum
- Epidendrum hesperium
- Epidendrum heterodoxum
- Epidendrum heterothoneum
- Epidendrum hexagonum
- Epidendrum hitchcockii
- Epidendrum holmnielsenii
- Epidendrum hololeucum
- Epidendrum holtonii
- Epidendrum hombersleyi
- Epidendrum homoion
- Epidendrum hookerianum
- Epidendrum hopfianum
- Epidendrum horichii
- Epidendrum hornitense
- Epidendrum hueycantenangense
- Epidendrum hugomedinae
- Epidendrum humeadorense
- Epidendrum humidicola
- Epidendrum hunterianum
- Epidendrum hutchisonii
- Epidendrum hygrohylephilum
- Epidendrum hymenodes
- Epidendrum ibaguense
- Epidendrum ibarrae
- Epidendrum igneum
- Epidendrum iguagoi
- Epidendrum ilense
- Epidendrum ilinizae
- Epidendrum iltisorum
- Epidendrum imitans
- Epidendrum imperator
- Epidendrum imthurnii
- Epidendrum inamoenum
- Epidendrum incomptoides
- Epidendrum incomptum
- Epidendrum indanzense
- Epidendrum indecoratum
- Epidendrum infaustum
- Epidendrum infundibulum
- Epidendrum ingramii
- Epidendrum inornatum
- Epidendrum insectiferum
- Epidendrum insignificans
- Epidendrum insolatum
- Epidendrum insulanum
- Epidendrum intermixtum
- Epidendrum intertextum
- Epidendrum ionodesme
- Epidendrum ionophyllum
- Epidendrum isis
- Epidendrum isomerum
- Epidendrum isthmi
- Epidendrum isthmoides
- Epidendrum jajense
- Epidendrum jalcaense
- Epidendrum jamaicense
- Epidendrum jamiesonis
- Epidendrum jarae
- Epidendrum jaramilloae
- Epidendrum jasminosmum
- Epidendrum jativae
- Epidendrum jatunsachanum
- Epidendrum jefeallenii
- Epidendrum jefestigma
- Epidendrum jejunum
- Epidendrum jessupiorum
- Epidendrum jimburense
- Epidendrum jimenezii
- Epidendrum johnstonii
- Epidendrum josianae
- Epidendrum juergensenii
- Epidendrum kalloneuron
- Epidendrum kanehirae
- Epidendrum karstenii
- Epidendrum kautskyi
- Epidendrum kerichilum
- Epidendrum kerryae
- Epidendrum killipii
- Epidendrum kirkbridei
- Epidendrum klotzscheanum
- Epidendrum klugii
- Epidendrum kockii
- Epidendrum kusibabii
- Epidendrum kymatochilum
- Epidendrum laceratum
- Epidendrum lacertinum
- Epidendrum laciniitropis
- Epidendrum lacteum
- Epidendrum lacustre
- Epidendrum lagenocolumna
- Epidendrum lagenomorphum
- Epidendrum lagotis
- Epidendrum lamprochilum
- Epidendrum lanceolatum
- Epidendrum lancilabium
- Epidendrum lanioides
- Epidendrum lanipes
- Epidendrum lankesteri
- Epidendrum larae
- Epidendrum laterale
- Epidendrum laterinocturnum
- Epidendrum latibracteum
- Epidendrum latilabre
- Epidendrum latisegmentum
- Epidendrum latorreorum
- Epidendrum laucheanum
- Epidendrum laurelense
- Epidendrum lawessonii
- Epidendrum laxicaule
- Epidendrum laxifoliatum
- Epidendrum lechleri
- Epidendrum leeanum
- Epidendrum lehmannii
- Epidendrum leimebambense
- Epidendrum lembotylosum
- Epidendrum leonii
- Epidendrum lesteri
- Epidendrum leucochilum
- Epidendrum lezlieae
- Epidendrum lignosum
- Epidendrum liguliferum
- Epidendrum lilijae
- Epidendrum lima
- Epidendrum lindae
- Epidendrum lindbergii
- Epidendrum linearidiforme
- Epidendrum lirion
- Epidendrum litense
- Epidendrum littorale
- Epidendrum llactapataense
- Epidendrum llaviucoense
- Epidendrum lloense
- Epidendrum lockhartioides
- Epidendrum loefgrenii
- Epidendrum loejtnantii
- Epidendrum longibracteatum
- Epidendrum longicaule
- Epidendrum longicolle
- Epidendrum longicrure
- Epidendrum longipetalum
- Epidendrum longirepens
- Epidendrum lopezii
- Epidendrum lophotropis
- Epidendrum lowilliamsii
- Epidendrum loxense
- Epidendrum luckei
- Epidendrum lueri
- Epidendrum lumbaquiense
- Epidendrum lutheri
- Epidendrum macarense
- Epidendrum macasense
- Epidendrum macbridei
- Epidendrum macdougallii
- Epidendrum macrocarpum
- Epidendrum macroclinium
- Epidendrum macrocyphum
- Epidendrum macrogastrium
- Epidendrum macroophorum
- Epidendrum macropodum
- Epidendrum macrum
- Epidendrum maderoi
- Epidendrum madsenii
- Epidendrum maduroi
- Epidendrum magalhaesii
- Epidendrum magdalenense
- Epidendrum magnibracteatum
- Epidendrum magnibracteum
- Epidendrum magnicallosum
- Epidendrum magnificum
- Epidendrum magnoliae
- Epidendrum maldonadoense
- Epidendrum manarae
- Epidendrum mancum
- Epidendrum mantinianum
- Epidendrum mantiqueranum
- Epidendrum mantis-religiosae
- Epidendrum marcapatense
- Epidendrum marmoratum
- Epidendrum marsiorum
- Epidendrum marsupiale
- Epidendrum martianum
- Epidendrum martinezii
- Epidendrum mathewsii
- Epidendrum matudae
- Epidendrum maxthompsonianum
- Epidendrum medinae
- Epidendrum medusae
- Epidendrum megacoleum
- Epidendrum megagastrium
- Epidendrum megalemmum
- Epidendrum megaloclinium
- Epidendrum megalospathum
- Epidendrum melanogastropodium
- Epidendrum melanoporphyreum
- Epidendrum melanotrichoides
- Epidendrum melanoxeros
- Epidendrum melinanthum
- Epidendrum melistagoides
- Epidendrum melistagum
- Epidendrum mesocarpum
- Epidendrum mesogastropodium
- Epidendrum mesomicron
- Epidendrum microcardium
- Epidendrum microcarpum
- Epidendrum microcattleya
- Epidendrum microcattleyioides
- Epidendrum microcephalum
- Epidendrum microcharis
- Epidendrum microdendron
- Epidendrum microdiothoneum
- Epidendrum microglossoides
- Epidendrum microglossum
- Epidendrum micronocturnum
- Epidendrum microphyllum
- Epidendrum microrigidiflorum
- Epidendrum microtum
- Epidendrum miguelii
- Epidendrum milenae
- Epidendrum millei
- Epidendrum mimeticum
- Epidendrum mimopsis
- Epidendrum minarum
- Epidendrum miniatum
- Epidendrum mininocturnum
- Epidendrum minus
- Epidendrum minutidentatum
- Epidendrum minutiflorum
- Epidendrum mirabile
- Epidendrum miradoranum
- Epidendrum misasii
- Epidendrum miserrimum
- Epidendrum miserum
- Epidendrum mittelstaedtii
- Epidendrum mixtecanum
- Epidendrum mixtoides
- Epidendrum mixtum
- Epidendrum mocinoi
- Epidendrum modestissimum
- Epidendrum modestum
- Epidendrum mojandae
- Epidendrum molaui
- Epidendrum molle
- Epidendrum molleturense
- Epidendrum monophlebium
- Epidendrum monteverdense
- Epidendrum montigenum
- Epidendrum montisillinicense
- Epidendrum montis-narae
- Epidendrum montispichinchense
- Epidendrum montserratense
- Epidendrum monzonense
- Epidendrum mora-retanae
- Epidendrum morganii
- Epidendrum moritzii
- Epidendrum moronense
- Epidendrum morrisii
- Epidendrum moscozoi
- Epidendrum motozintlense
- Epidendrum muricatisepalum
- Epidendrum muricatoides
- Epidendrum muscicola
- Epidendrum musciferum
- Epidendrum mutelianum
- Epidendrum mutisii
- Epidendrum myodes
- Epidendrum myrianthum
- Epidendrum myrmecophorum
- Epidendrum mytigastropodium
- Epidendrum nanegalense
- Epidendrum nanodentatum
- Epidendrum nanoecallosum
- Epidendrum nanosimplex
- Epidendrum nanum
- Epidendrum neglectum
- Epidendrum nelsonii
- Epidendrum nematopetalum
- Epidendrum neogaliciensis
- Epidendrum neolehmannia
- Epidendrum neoporpax
- Epidendrum neoviridiflorum
- Epidendrum nervosiflorum
- Epidendrum neudeckeri
- Epidendrum nevadense
- Epidendrum nicaraguense
- Epidendrum nigricans
- Epidendrum nitens
- Epidendrum nitidum
- Epidendrum niveocaligarium
- Epidendrum nocteburneum
- Epidendrum nocturnum
- Epidendrum norae
- Epidendrum notabile
- Epidendrum nubigena
- Epidendrum nubium
- Epidendrum nuriense
- Epidendrum nutans
- Epidendrum nutantirhachis
- Epidendrum oaxacanum
- Epidendrum obergii
- Epidendrum obliquifolium
- Epidendrum obliquum
- Epidendrum oblongialpicola
- Epidendrum obovatipetalum
- Epidendrum ochricolor
- Epidendrum ochriodes
- Epidendrum ocotalense
- Epidendrum octomerioides
- Epidendrum odontantherum
- Epidendrum odontochilum
- Epidendrum odontopetalum
- Epidendrum odontospathum
- Epidendrum oellgaardii
- Epidendrum oenochromum
- Epidendrum oerstedii
- Epidendrum oldemanii
- Epidendrum oligophyllum
- Epidendrum ophidion
- Epidendrum ophiochilum
- Epidendrum opiranthizon
- Epidendrum oraion
- Epidendrum orbiculatum
- Epidendrum orchidiflorum
- Epidendrum oreogena
- Epidendrum oreonastes
- Epidendrum orgyale
- Epidendrum orientale
- Epidendrum ornithidii
- Epidendrum ornithoglossum
- Epidendrum orthocaule
- Epidendrum orthoclinium
- Epidendrum orthodontum
- Epidendrum orthophyllum
- Epidendrum orthopterum
- Epidendrum otuzcense
- Epidendrum oxapampense
- Epidendrum oxybatesii
- Epidendrum oxycalyx
- Epidendrum oxyglossum
- Epidendrum oxynanodes
- Epidendrum oxysepalum
- Epidendrum oyacachiense
- Epidendrum pachacutequianum
- Epidendrum pachoi
- Epidendrum pachyceras
- Epidendrum pachychilum
- Epidendrum pachydiscum
- Epidendrum pachyneuron
- Epidendrum pachyphylloides
- Epidendrum pachyphyton
- Epidendrum pachyrachis
- Epidendrum pachytepalum
- Epidendrum pajitense
- Epidendrum palaciosii
- Epidendrum pallatangae
- Epidendrum pallens
- Epidendrum pallidiflorum
- Epidendrum palmidium
- Epidendrum pampatamboense
- Epidendrum panamense
- Epidendrum panchrysum
- Epidendrum panduratum
- Epidendrum panicoides
- Epidendrum paniculatum
- Epidendrum paniculosum
- Epidendrum pansamalae
- Epidendrum panteonense
- Epidendrum papallactense
- Epidendrum paradisicola
- Epidendrum paraguastigma
- Epidendrum parahybunense
- Epidendrum paranaense
- Epidendrum paranthicum
- Epidendrum parkinsonianum
- Epidendrum paruimense
- Epidendrum parviexasperatum
- Epidendrum parviflorum
- Epidendrum parvilabre
- Epidendrum pastoense
- Epidendrum pastranae
- Epidendrum patens
- Epidendrum paucifolium
- Epidendrum pazii
- Epidendrum pedale
- Epidendrum pedicellare
- Epidendrum pendens
- Epidendrum penneystigma
- Epidendrum pentacarinatum
- Epidendrum pentadactylum
- Epidendrum peperomia
- Epidendrum peperomioides
- Epidendrum peraltum
- Epidendrum pergameneum
- Epidendrum pergracile
- Epidendrum perijaense
- Epidendrum pernambucense
- Epidendrum persimile
- Epidendrum peruvianum
- Epidendrum philippii
- Epidendrum philocremnum
- Epidendrum philowercklei
- Epidendrum phragmites
- Epidendrum phyllocharis
- Epidendrum physodes
- Epidendrum physophorum
- Epidendrum physopus
- Epidendrum pichinchae
- Epidendrum piconeblinaense
- Epidendrum pilcuense
- Epidendrum piliferum
- Epidendrum pinniferum
- Epidendrum piperinum
- Epidendrum pirrense
- Epidendrum pitalense
- Epidendrum pitanga
- Epidendrum pittieri
- Epidendrum plagiophyllum
- Epidendrum platychilum
- Epidendrum platyclinium
- Epidendrum platyglossum
- Epidendrum platyoon
- Epidendrum platyotis
- Epidendrum platypetalum
- Epidendrum platyphylloserpens
- Epidendrum platyphyllostigma
- Epidendrum platystachyum
- Epidendrum platystigma
- Epidendrum platystomoides
- Epidendrum platystomum
- Epidendrum pleurobotrys
- Epidendrum pleurothalloides
- Epidendrum podocarpophilum
- Epidendrum podostylos
- Epidendrum poeppigii
- Epidendrum pogonochilum
- Epidendrum pollardii
- Epidendrum polyanthogastrium
- Epidendrum polyanthum
- Epidendrum polychlamys
- Epidendrum polychromum
- Epidendrum polygonatum
- Epidendrum polystachyoides
- Epidendrum polystachyum
- Epidendrum pomacochense
- Epidendrum pomecense
- Epidendrum popayanense
- Epidendrum porphyreum
- Epidendrum porquerense
- Epidendrum portillae
- Epidendrum portokalium
- Epidendrum posadarum
- Epidendrum powellii
- Epidendrum pozoi
- Epidendrum praetervisum
- Epidendrum prasinum
- Epidendrum presbyteri-ludgeronis
- Epidendrum prietoi
- Epidendrum pristes
- Epidendrum probiflorum
- Epidendrum proligerum
- Epidendrum propinquum
- Epidendrum prostratum
- Epidendrum pseudapaganum
- Epidendrum pseudavicula
- Epidendrum pseudepidendrum
- Epidendrum pseudoalbiflorum
- Epidendrum pseudoanceps
- Epidendrum pseudocardioepichilum
- Epidendrum pseudocernuum
- Epidendrum pseudodifforme
- Epidendrum pseudoglobiflorum
- Epidendrum pseudogramineum
- Epidendrum pseudokillipii
- Epidendrum pseudolankesteri
- Epidendrum pseudomancum
- Epidendrum pseudonocturnum
- Epidendrum pseudopaniculatum
- Epidendrum pseudopolystachyum
- Epidendrum pseudoramosum
- Epidendrum pseudosarcoglottis
- Epidendrum pseudoschumannianum
- Epidendrum psilosepalum
- Epidendrum pterocaulum
- Epidendrum pterogastrium
- Epidendrum pteroglottis
- Epidendrum pterostele
- Epidendrum ptochicum
- Epidendrum puberulosum
- Epidendrum pubiflorum
- Epidendrum pucunoense
- Epidendrum pudicum
- Epidendrum pulchrum
- Epidendrum pumilum
- Epidendrum punense
- Epidendrum puniceoluteum
- Epidendrum purdiei
- Epidendrum purpurascens
- Epidendrum purpureum
- Epidendrum purum
- Epidendrum puteum
- Epidendrum putidocardiophyllum
- Epidendrum putumayoense
- Epidendrum puyoense
- Epidendrum quadrangulatum
- Epidendrum queirozianum
- Epidendrum quinquecallosum
- Epidendrum quinquepartitum
- Epidendrum quisayanum
- Epidendrum quispei
- Epidendrum quitensium
- Epidendrum radicans
- Epidendrum radioferens
- Epidendrum rafael-lucasii
- Epidendrum ramonianum
- Epidendrum ramosissimum
- Epidendrum ramosum
- Epidendrum raphidophorum
- Epidendrum rauhii
- Epidendrum reclinatum
- Epidendrum rectopedunculatum
- Epidendrum recurvatum
- Epidendrum refractum
- Epidendrum reniconfusum
- Epidendrum renilabioides
- Epidendrum renilabium
- Epidendrum renipichinchae
- Epidendrum renzii
- Epidendrum repens
- Epidendrum resectum
- Epidendrum retrosepalum
- Epidendrum reveloi
- Epidendrum revertianum
- Epidendrum revolutum
- Epidendrum rhizomaniacum
- Epidendrum rhodanthum
- Epidendrum rhodoides
- Epidendrum rhodovandoides
- Epidendrum rhombicapitellatum
- Epidendrum rhombimancum
- Epidendrum rhombochilum
- Epidendrum rhopalostele
- Epidendrum rigidiflorum
- Epidendrum rigidum
- Epidendrum riobambae
- Epidendrum rivulare
- Epidendrum robustum
- Epidendrum rocalderianum
- Epidendrum rodrigoi
- Epidendrum rojasii
- Epidendrum rolfeanum
- Epidendrum romanii
- Epidendrum romero-castannedae
- Epidendrum roncanum
- Epidendrum rondoniense
- Epidendrum rondosianum
- Epidendrum roseoscriptum
- Epidendrum rosilloi
- Epidendrum rostratum
- Epidendrum rostrigerum
- Epidendrum rothii
- Epidendrum rotundifolium
- Epidendrum rowleyi
- Epidendrum rubioi
- Epidendrum rubroticum
- Epidendrum rugosum
- Epidendrum rugulosum
- Epidendrum ruizianum
- Epidendrum ruizlarreanum
- Epidendrum rupestre
- Epidendrum rupicola
- Epidendrum rusbyi
- Epidendrum saccatum
- Epidendrum saccirhodochilum
- Epidendrum sagasteguii
- Epidendrum salpichlamys
- Epidendrum samaipatense
- Epidendrum sanchoi
- Epidendrum sanctae-martae
- Epidendrum sanctalucianum
- Epidendrum sancti-ramoni
- Epidendrum sanderi
- Epidendrum sangayense
- Epidendrum santaclarense
- Epidendrum sarcochilum
- Epidendrum sarcodes
- Epidendrum sarcoglottis
- Epidendrum sarcostalix
- Epidendrum saxatile
- Epidendrum saxicola
- Epidendrum saximontanum
- Epidendrum scabrum
- Epidendrum scalpelligerum
- Epidendrum scharfii
- Epidendrum schistochilum
- Epidendrum schistostemum
- Epidendrum schizoclinandrium
- Epidendrum schlechterianum
- Epidendrum schlimii
- Epidendrum schmidtchenii
- Epidendrum schneideri
- Epidendrum schnitteri
- Epidendrum schumannianum
- Epidendrum schunkei
- Epidendrum schweinfurthianum
- Epidendrum scopulorum
- Epidendrum sculptum
- Epidendrum scutella
- Epidendrum scytocladium
- Epidendrum secundum
- Epidendrum selaginella
- Epidendrum semiteretifolium
- Epidendrum septumspinae
- Epidendrum serpens
- Epidendrum sertorum
- Epidendrum shigenobui
- Epidendrum sierrae-peladae
- Epidendrum sigmodiothoneum
- Epidendrum sigmoideum
- Epidendrum sigsigense
- Epidendrum silvae
- Epidendrum silvanum
- Epidendrum silverstonei
- Epidendrum simulacrum
- Epidendrum singuliflorum
- Epidendrum sinuosum
- Epidendrum siphonosepaloides
- Epidendrum siphonosepalum
- Epidendrum sisgaense
- Epidendrum skutchii
- Epidendrum smaragdinum
- Epidendrum sobralioides
- Epidendrum socorrense
- Epidendrum sodiroi
- Epidendrum solomonii
- Epidendrum sophronitis
- Epidendrum sophronitoides
- Epidendrum soratae
- Epidendrum sotoanum
- Epidendrum spasmosum
- Epidendrum spathiporphyreum
- Epidendrum spathulipetalum
- Epidendrum sphaeranthum
- Epidendrum sphaerostachyum
- Epidendrum sphenostele
- Epidendrum spicatum
- Epidendrum spilotum
- Epidendrum spinescens
- Epidendrum splendens
- Epidendrum spruceanum
- Epidendrum stalkyi
- Epidendrum stallforthianum
- Epidendrum stamfordianum
- Epidendrum stangeanum
- Epidendrum stanhopeanum
- Epidendrum stellidifforme
- Epidendrum stenocalymmum
- Epidendrum stenopetaloides
- Epidendrum stenophyllum
- Epidendrum stenophyton
- Epidendrum stenoselaginella
- Epidendrum stenostachyum
- Epidendrum sterroanthum
- Epidendrum sterrophyllum
- Epidendrum stevensii
- Epidendrum stevensonii
- Epidendrum steyermarkii
- Epidendrum stictoglossum
- Epidendrum stiliferum
- Epidendrum stolidium
- Epidendrum storkii
- Epidendrum stramineum
- Epidendrum strictiforme
- Epidendrum strictum
- Epidendrum strobilicaule
- Epidendrum strobiliferum
- Epidendrum strobiloides
- Epidendrum suaveolens
- Epidendrum suavis
- Epidendrum subadnatum
- Epidendrum subfloribundum
- Epidendrum sublobatum
- Epidendrum subnutans
- Epidendrum suborbiculare
- Epidendrum subpurum
- Epidendrum subreniforme
- Epidendrum subtorquatum
- Epidendrum successivum
- Epidendrum succulentum
- Epidendrum sucumbiense
- Epidendrum suinii
- Epidendrum sulcatum
- Epidendrum sumacoense
- Epidendrum sumapacense
- Epidendrum summerhayesii
- Epidendrum superpositum
- Epidendrum suturatum
- Epidendrum swartzii
- Epidendrum sympetalostele
- Epidendrum sympodiale
- Epidendrum synchronum
- Epidendrum syringodes
- Epidendrum syringothyrsis
- Epidendrum tacanaense
- Epidendrum tacarcunense
- Epidendrum tachirense
- Epidendrum talamancanum
- Epidendrum tamaense
- Epidendrum tandapianum
- Epidendrum tandapioides
- Epidendrum tenax
- Epidendrum tenue
- Epidendrum tenuicaule
- Epidendrum tenuispathum
- Epidendrum tenuisulcatum
- Epidendrum tessmannii
- Epidendrum tetraceros
- Epidendrum tetragonioides
- Epidendrum teuscherianum
- Epidendrum thelephorum
- Epidendrum theodorii
- Epidendrum thermophilum
- Epidendrum thompsonii
- Epidendrum thurstoniorum
- Epidendrum tigriphyllum
- Epidendrum tingo-mariae
- Epidendrum tipuloideum
- Epidendrum tiwinzaense
- Epidendrum tobarii
- Epidendrum tolimense
- Epidendrum tomlinsonianum
- Epidendrum tonduzii
- Epidendrum torquatum
- Epidendrum torraense
- Epidendrum tortipetalum
- Epidendrum tovarense
- Epidendrum trachychlaena
- Epidendrum trachypus
- Epidendrum trachysepalum
- Epidendrum trachythece
- Epidendrum transversellipticum
- Epidendrum transversovatum
- Epidendrum trialatum
- Epidendrum triangulabium
- Epidendrum trianthum
- Epidendrum tricarinatum
- Epidendrum tricrure
- Epidendrum tridactylum
- Epidendrum tridens
- Epidendrum trifidum
- Epidendrum triflorum
- Epidendrum trilobochilum
- Epidendrum trimeroglossum
- Epidendrum triodon
- Epidendrum tripetalum
- Epidendrum tritropianthum
- Epidendrum tropidioides
- Epidendrum tropinectarium
- Epidendrum troxalis
- Epidendrum trullichilum
- Epidendrum trulliforme
- Epidendrum tumuc-humaciense
- Epidendrum turialvae
- Epidendrum tuxtlense
- Epidendrum tziscaoense
- Epidendrum ulei
- Epidendrum uleinanodes
- Epidendrum umbelliferum
- Epidendrum uncinatum
- Epidendrum unguiculatum
- Epidendrum unicallosum
- Epidendrum unifoliatum
- Epidendrum upanodifforme
- Epidendrum urbanianum
- Epidendrum uribei
- Epidendrum urichianum
- Epidendrum urraoense
- Epidendrum urubambae
- Epidendrum utcuyacuense
- Epidendrum waiandtii
- Epidendrum wallisii
- Epidendrum vandifolium
- Epidendrum vareschii
- Epidendrum vargasii
- Epidendrum warrasii
- Epidendrum warszewiczii
- Epidendrum vasquezii
- Epidendrum watsonianum
- Epidendrum weberbauerianum
- Epidendrum welsii-windischii
- Epidendrum veltenianum
- Epidendrum wendtii
- Epidendrum ventricosum
- Epidendrum veraguasense
- Epidendrum wercklei
- Epidendrum werffii
- Epidendrum werneri
- Epidendrum vernixium
- Epidendrum veroreveloi
- Epidendrum veroscriptum
- Epidendrum verrucosum
- Epidendrum vesicatum
- Epidendrum vesicicaule
- Epidendrum vexillium
- Epidendrum whittenii
- Epidendrum vidal-senegei
- Epidendrum vieirae
- Epidendrum wigginsii
- Epidendrum vigiaense
- Epidendrum villegastigma
- Epidendrum williamsii
- Epidendrum villotae
- Epidendrum vincentinum
- Epidendrum violascens
- Epidendrum violetense
- Epidendrum viride
- Epidendrum viridibrunneum
- Epidendrum viridifuscatum
- Epidendrum witherspooniorum
- Epidendrum viviparum
- Epidendrum volubile
- Epidendrum volutum
- Epidendrum woytkowskianum
- Epidendrum wrightii
- Epidendrum vulcanicola
- Epidendrum vulcanicum
- Epidendrum vulgoamparoanum
- Epidendrum xanthinum
- Epidendrum xanthoianthinum
- Epidendrum xantholeucum
- Epidendrum xylostachyum
- Epidendrum xytriophorum
- Epidendrum yambalense
- Epidendrum yambrasbambense
- Epidendrum yaracuyense
- Epidendrum yarumalense
- Epidendrum yojoaense
- Epidendrum ypsilum
- Epidendrum yungasense
- Epidendrum zamorense
- Epidendrum zappii
- Epidendrum zarumense
- Epidendrum zingiberaceum
- Epidendrum zosterifolium
- Epidendrum zunigae